# Cordero (Venezuela)
Pour les articles homonymes, voir Cordero.
Cordero est le chef-lieu de la municipalité d'Andrés Bello dans l'État de Táchira au Venezuela.